# Kranggan (Polanharjo)
Kranggan is een bestuurslaag in het regentschap Klaten van de provincie Midden-Java, Indonesië. Kranggan telt 2964 inwoners (volkstelling 2010).